# Pentago
Pentago est un jeu de stratégie abstrait pour deux joueurs inventé par la compagnie suédoise Mindtwister.
Le jeu est joué sur un tablier 6×6, divisé en quatre tabliers secondaires 3×3. À chaque tour, chaque joueur place une bille de sa couleur (noire ou blanc) sur un espace inoccupé sur le tablier, et puis tourne un des tabliers secondaires de 90 degrés dans le sens des aiguilles d'une montre ou dans le sens contraire. Un joueur gagne en obtenant cinq de ses billes dans une rangée verticale, horizontale ou diagonale (après la rotation du tablier). Si chacun des 36 espaces est occupé sans que ne soit formé une rangée de cinq billes de la même couleur, alors la partie est nulle.

## Récompenses
- Jeu de l'année 2005 en Suède
- Gagnant de récompense dans la revue des jeux 2006 d'esprit de Mensa
- Grand Prix du Jouet 2006 en France
- Grand Prix du Jouet 2006 en Finlande
- Grand Prix du Jouet 2007 en Belgique